# 發心
發心，佛教术语，發菩提心也。愿求无上菩提之心而成佛也。
大乘佛教認為，凡夫從發心求正覺始，就已經在“成正覺”的路上，發心修菩薩利他行者，即是菩薩；而南傳上座部菩薩道教法認為，凡夫發心成為菩薩，并不具足成為菩薩的因緣，還需要在有佛在世時接受佛陀的授記，方成爲菩薩。